# Bouanéla
Bouanéla o Bouanila es una localidad de la República del Congo, constituida administrativamente como un distrito del departamento de Likouala en el noreste del país.
En 2011, el distrito tenía una población de 7084 habitantes, de los cuales 3401 eran hombres y 3683 eran mujeres.
La localidad se ubica en el sur del departamento a orillas del río Likouala-aux-Herbes, unos 100 km río abajo de Epéna y unos 30 km al este del triple límite con los departamentos vecinos de Sangha y Cuvette. Por su ubicación en un entorno remoto de selva y sin localidades importantes en sus proximidades, no hay carreteras que lleven directamente a la localidad, debiéndose acceder en general por vía fluvial.